# Адам Лофтус, 1-й віконт Лофтус

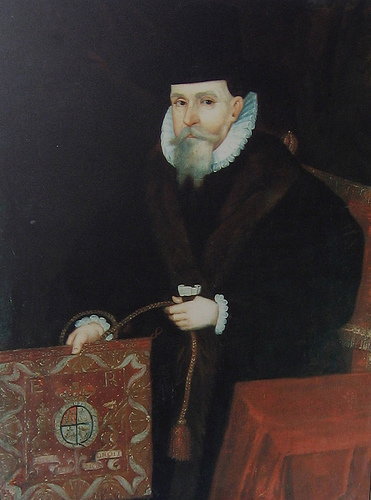
Адам Лофтус (1533—1605) — дядько Адама Лофтуса, І віконта Лофтус.

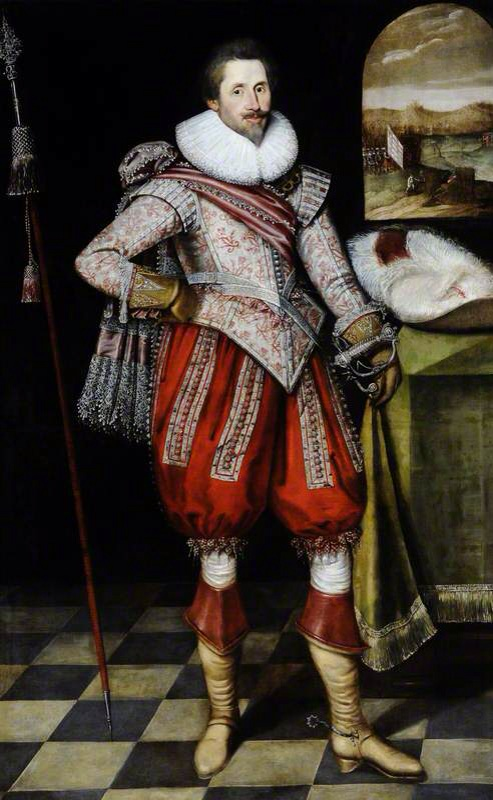
Генрі Кері (1575—1633) — І віконт Фолкленд.

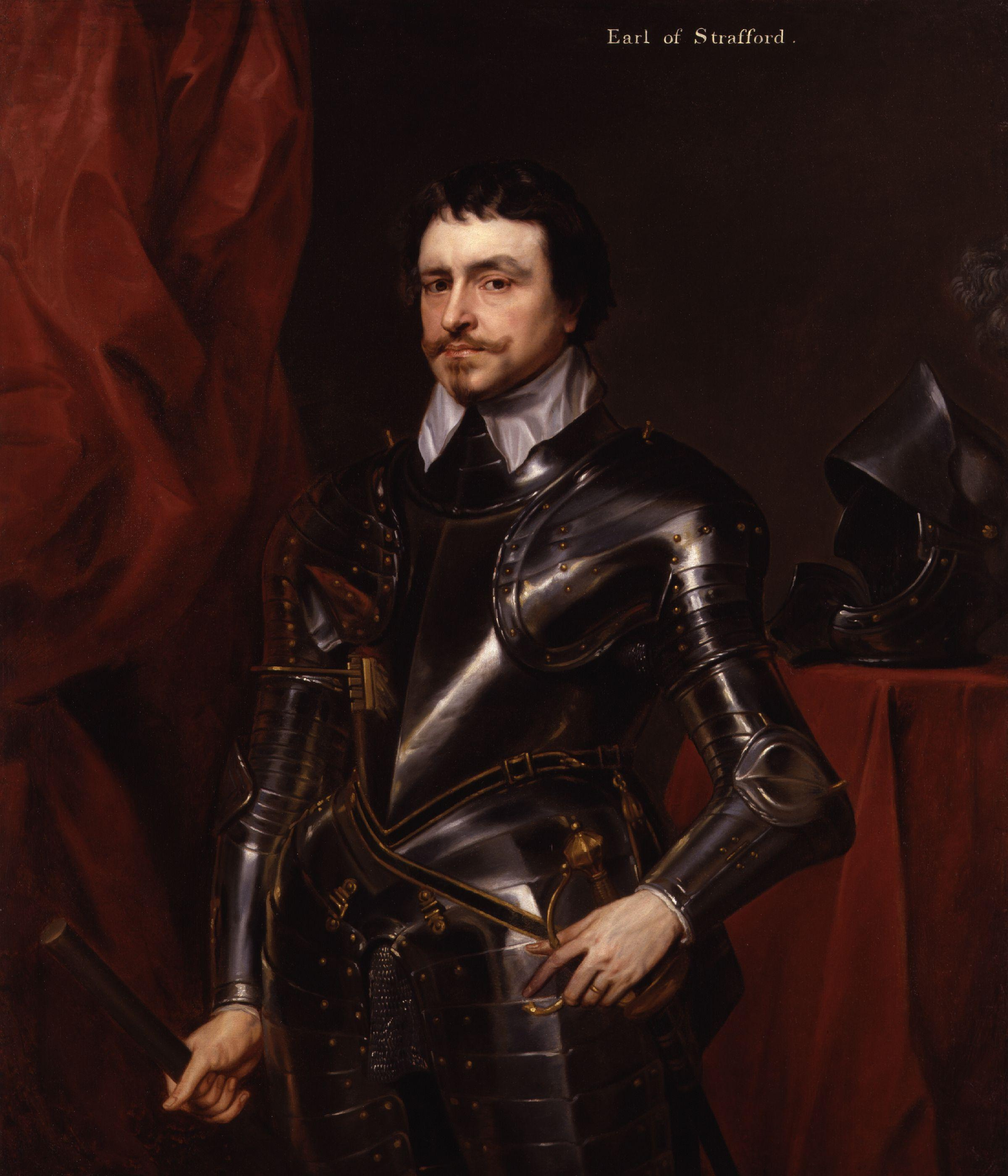
Томас Вентворт (1593—1641) — І граф Страффорд.

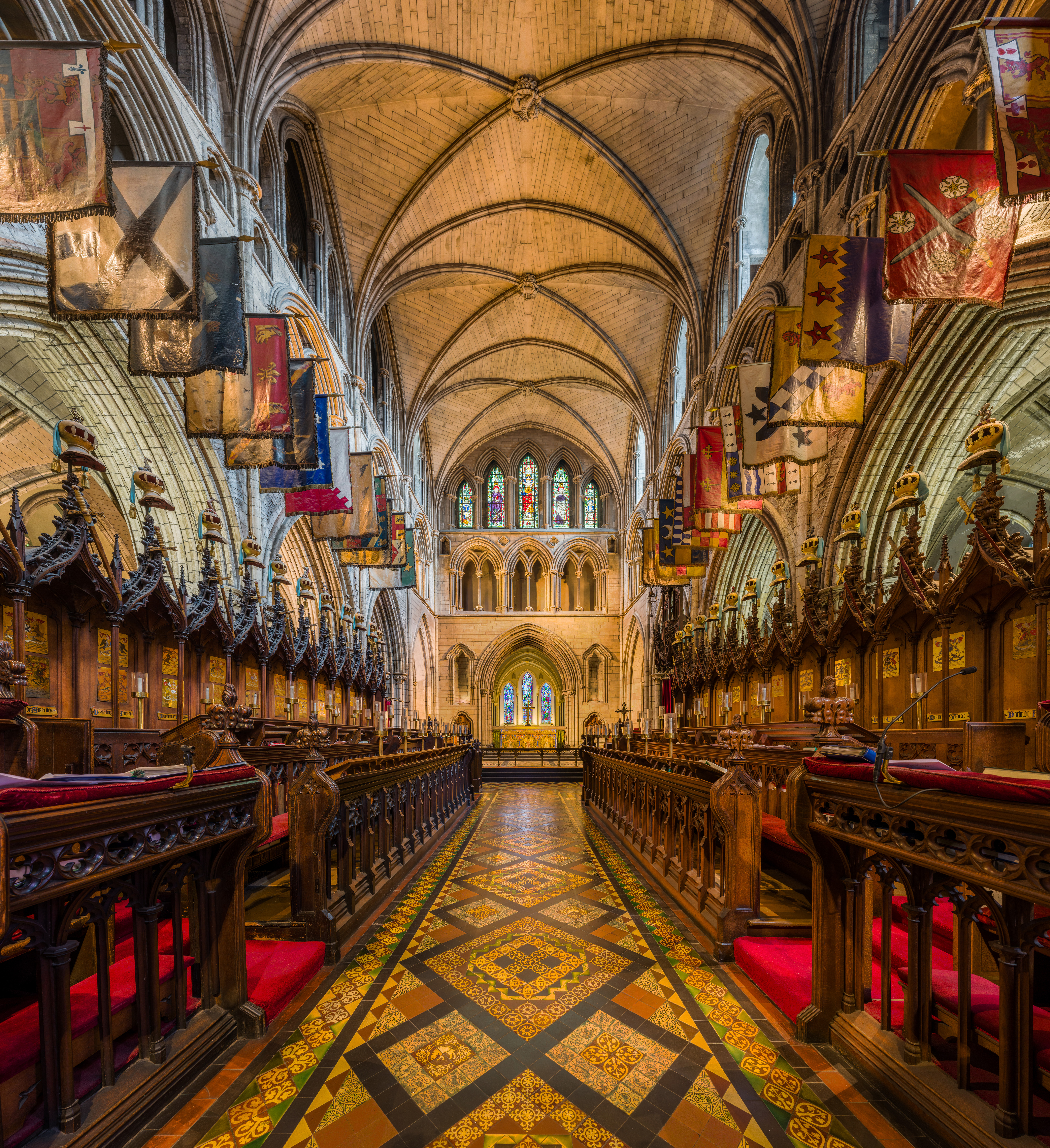
Собор Святого Патріка, Дублін.

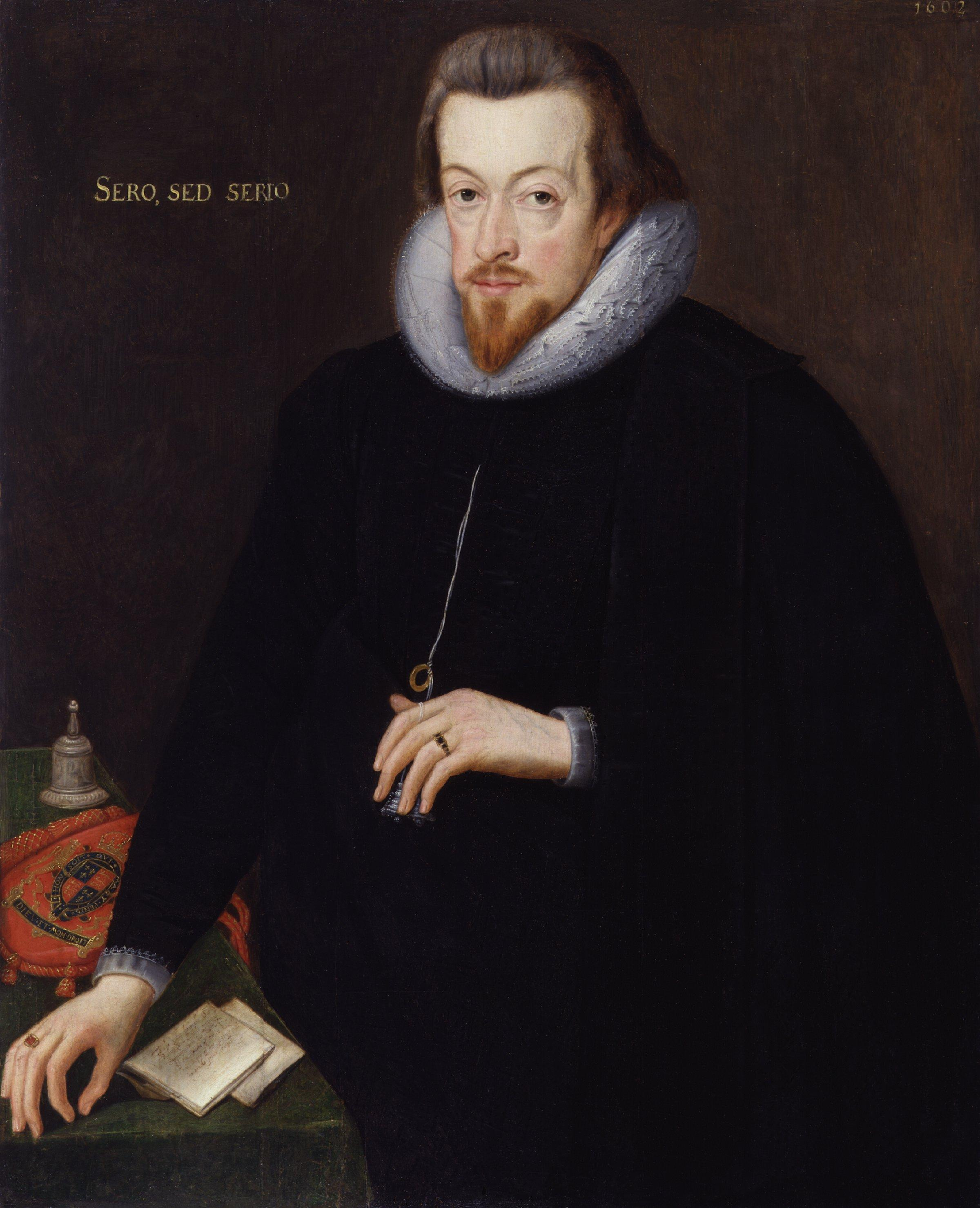
Роберт Сесіл (1563—1612) — І граф Салісбері.

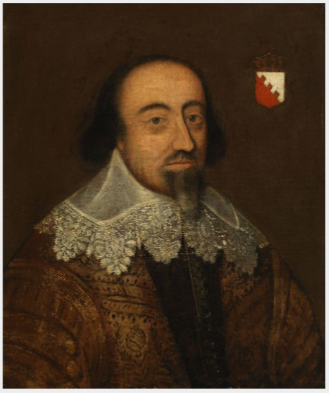
Річард Бойл (1566—1643) — І граф Корк.

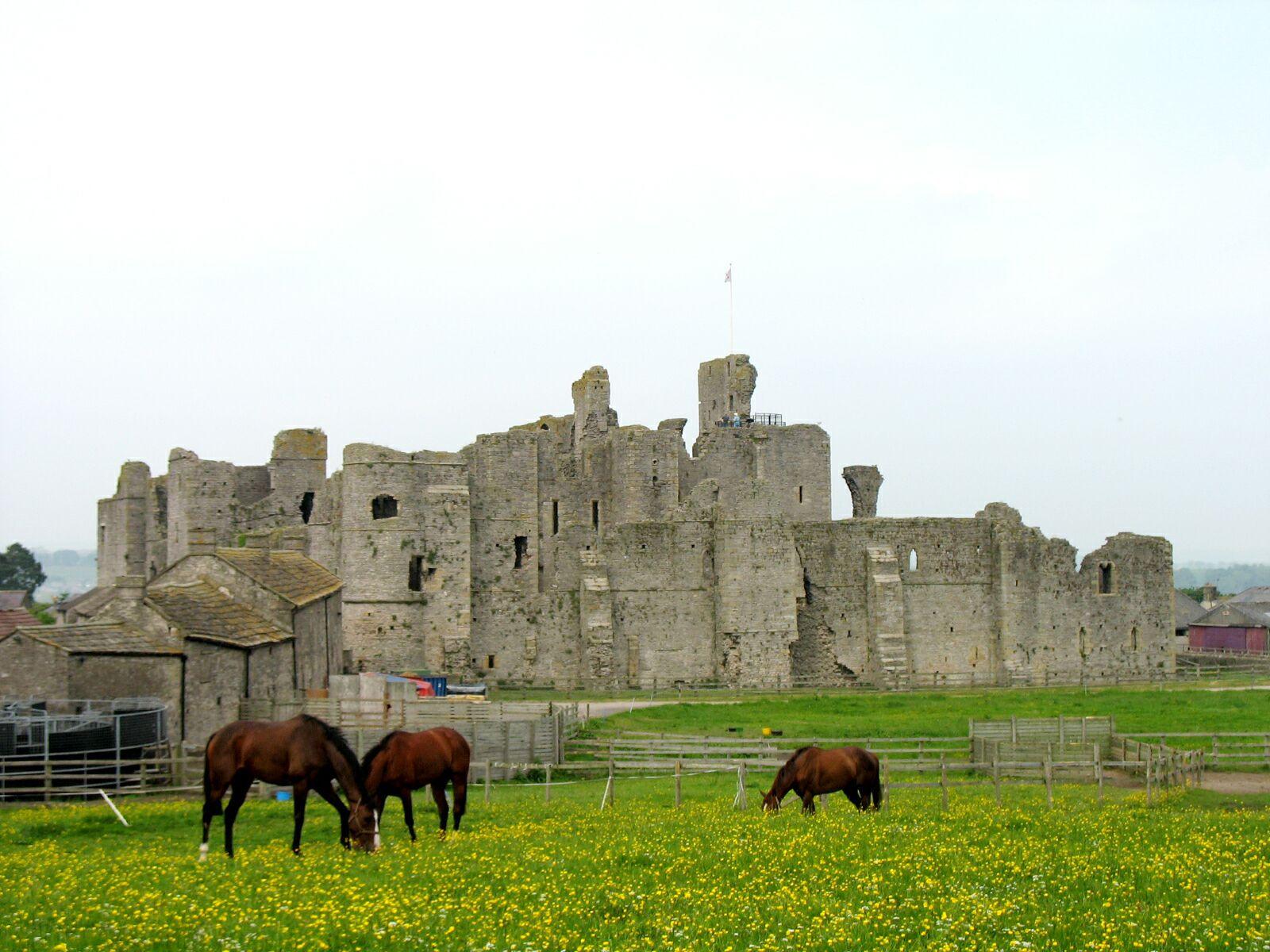
Руїни замку Мідлгем, Йоркшир, Англія.

Адам Лофтус (бл. 1568—1643) — І віконт Лофтус, лорд-канцлер Ірландії в 1619—1639 роках. У 1622 році отримав титул пера Ірландії як віконт Лофтус з Елі, що в графстві Кінгз (Ірландія). Його дядько, теж Адам Лофтус, був лордом-канцлером Ірландії та предстоятелем Церкви Ірландії в XVI столітті. Лорд Адам Лофтус ворогував з лордом-депутатом Ірландії віконтом Фолкленд у 1624 році. Наприкінці 1630-х років у нього був конфлікт з наступником віконта Фолкленд — І віконтом Вентворт. Ця ворожнеча була ще гострішою. У січні 1640 року лорд Вентворт отримав титул І графа Страффорд. Одна з головних причин усунення від влади, засудження та страти «за державну зраду» лорда Страффорда в 1641 році ґрунтувалася на його поганому ставленні до лорда Лофтуса.

## Ранні роки
Адам Лофтус був другим сином Роберта Лофтуса. Про його матір відомо мало. Його дідом був Едвард Лофтус зі Свайнсайду, з парафії Ковергем, графство Йоркшир (Англія). Приблизно в 1592 році його дядько Адам Лофтус, лорд-канцлер Ірландії та архієпископ Дубліна, що турбувався про своїх родичів, дарував своєму племіннику посаду опікуна собору Святого Патрика в Дубліні. Молодий Адам Лофтус мав тоді сан священика (чи, можливо, лише диякона), здобув науковий ступінь магістра мистецтв, ймовірно, Кембриджського університету. Через два роки він отримав сан архідиякона Глендалоу, а 17 вересня 1597 року став суддею ірландського маршальського суду. У документах того часу він називається бакалавром цивільного права. Сучасники пишуть, що він мав хороші знання юридичної науки.

## Кар'єра
Під час Дев'ятирічної війни в Ірландії яку ще називають Єлизаветинською війною в Ірландії був запроваджений в Ірландії воєнний стан, і мета призначення Адама Лофтуса суддею ірландського маршальського суду полягала в тому, щоб забезпечити втілення указів корони Англії, що закони Англії в Ірландії були «впорядковані, розсудливо розглянуті та ухвалені». Він був єдиним носієм цієї посади, яка в наступному правлінні вийшла з ужитку. Пізніше Адам Лофтус скаржився, що його погано оплачувані обов'язки судді змусили його відмовитися від прибуткової практики в церковних судах. 8 листопада 1598 року він був призначений магістром канцелярії, а через рік він отримав частку в землях, орендованих його дядьком за згодою капітула Святого Патріка та собору Крайст-Черч у Дубліні. У 1604 році архієпископ офіційно описав свого племінника, професора цивільного права та власного генерального вікарія, як архідиякона собору Глендалох і як компетентного вікарія для виконання парафіяльних обов'язків. Невдовзі архідиякон Адам Лофтус був посвячений у лицарі. Пізніше архієпископ Лауд рішуче протестував проти цієї домовленості, але Лофтус утримував Глендалоу до його смерті.
У 1607 році він, здається, поїхав до Англії. 21 березня архієпископ Джонс, канцлером якого він тоді був, наполегливо рекомендував його Роберту Сесілу, І графу Солсбері, на той час домінантній фігурі в англійському уряді. Через три місяці він отримав довічну ренту в розмірі 219 фунтів стерлінгів. На початку 1608 року Лофтус прийняв присягу як радник Таємної Ради Ірландії. Здається, він добре співпрацював із лордом-заступником Чічестером, який хвалив його поведінку в маршальському дворі. У 1610 році він мав запеклу суперечку з лордом Томондом, яку Солсбері вирішив проти нього. У 1611 році він став констеблем Меріборо, графства Квінс, яке вже було фактичною синекурою. Адам Лофтус був обраний разом із сером Френсісом Рашем депутатом Парламенту Ірландії від графства Кінгс у 1613 році, швидше за рішенням шерифа, ніж за вибором виборців — вільних власників. Він був одним із депутатів протестантської більшості, що обрала сера Джона Дейвіса спікером Палати громад, незважаючи на палкі заперечення католицької меншості, яка проголосувала за сера Джона Еверарда. У наступному році він отримав у власність конфісковані в ірландців землі у Вексфорді.

## Лорд-канцлер Ірландії
Влітку 1618 року Лофтус поїхав до Англії, взявши з собою рекомендаційний лист від лорда-заступника Сент-Джона та його ради, а наступного року його призначили одним із комісарів Вардського суду. Томас Джонс, архієпископ Дубліна, помер 10 квітня 1619 року, а 23 числа Лофтус був обраний лордом-канцлером Ірландії замість нього.

## Конфлікт з лордом Фолклендом
Після відкликання Сент-Джона в травні 1622 року Лофтус був призначений лордом-суддею Ірландії, і в той же час він отримав титул віконта Лофтуса з Елі. У таємному указі щодо цього короля Англії, Шотландії та Ірландії Якова I сказано, що Його Величність дарує йому цю спадковий титул, «щоб його чесноти могли бути записані в майбутні віки, доки в його домі залишиться спадкоємець чоловічої статі». Як лорд-канцлер Ірландії Адам Лофтус був включений до складу комісій, які досліджували стан церкви та завершили врегулювання в Ольстері. Зі Сент-Джоном він завжди добре погоджувався, і спочатку він був у добрих стосунках з новим лордом-заступником Генрі Кері, І віконтом Фолкленд, але потім з 1624 року вони перебували у стані відкритої війни. Канцлер відмовився поставити Велику печатку Ірландії на деякі ліцензії щодо дублення та винокуріння, але запропонував передати їх законність на вирішення суддів. Фолкленд, як представник короля, стверджував, що на практиці він мав повноваження скасовувати всі юридичні постанови, як лорд Страффорд робив після нього. Конфлікт тривав довго, Адам Лофтус гірко скаржився, що його тридцятирічна служба була зневажена, що його затрати не були компенсовані, і що він мав лише 300 фунтів на рік, щоб підтримувати гідність своєї посади. Ці скарги виявилися цілком обґрунтованими, і в 1625 році йому було даровано половину штрафів канцелярських приписів.
Прихід на престол короля Карла I не вплинув на погані стосунки між Фолклендом і його канцлером, і в травні 1627 року останнього було відвикликано до Англії. Після тривалого розслідування Карл I оголосив Адама Лофтуса абсолютно невинним у всіх звинуваченнях, висунутих проти нього як судді, і в травні 1628 року лорду Фолкленд було наказано повністю відновити його на посаді та ставитися до нього з належною повагою до нього самого та його посади. У 1629 році король надав Адаму Лофтусу незвичайну прихильність у вигляді загальної ліцензії на відвідування Англії, коли він тільки забажає, залишивши Велику печатку в руках останніх призначених комісарів, одним з яких був його двоюрідний брат, сер Адам Лофтус з Ратфарнгема. Лорд Фолкленд залишив Ірландію в серпні 1629 року, і канцлер Адам Лофтус став вдруге лордом-суддею Ірландії разом із сером Річардом Бойлем, згодом графом Корк. У 1632 році Лофтус брав активну участь у тому, щоб примусити Вільяма Ньюмена, згодом його капелана, вступити до Трініті-коледжу Дубліна як стипендіата.

## Конфлікт з лордом Вентвортом
Наступник лорда Фолкленд — І віконт Вентворт, прибув до Ірландії лише влітку 1633 року, але Лофтус написав йому вітального листа, щойно стало відомо про його призначення. Він подякував йому за деякі колишні заслуги, висловив жаль щодо власних розбіжностей із Фолклендом і пообіцяв заслужити прихильність того, «чия слава перевершила його присутність». Коли лорд Вентворт прибув, йому довелося мати справу з лордом-канцлером, який чотири роки виконував обов'язки віце-короля Ірландії. До 1636 року двоє чоловіків, здається, добре ладнали разом; однак 23 квітня того ж року Вентворт написав листа єпископу Бремхоллу про Лофтуса та про «лють, його леді» (Сари Барлоу), використаши образливі вислови.
Лорд Вентворт звинуватив лорда Лофтуса в різноманітних корупційних та неправомірних діях, включаючи слухання справ у його приватній резиденції, а не у відкритому суді (хоча Вентворт інколи робив це сам, і таку практику можна було захистити з міркувань зручності і економія витрат). Більш серйозними звинуваченнями були твердження, що Адам Лофтус не виносив рішення інакше, аніж за хабар. Перша атака Вентворта була непрямою: другий син Лофтуса Едвард був звинувачений у корупції під час управління маєтком якогось Меткалфа. Едвард завбачливо покинув країну, чим розлютив Вентворта. Вентворт наполягав на його поверненні до Ірландії (те, що він міг виконати таку вимогу, було ознакою його влади). Едвард був змушений вибачитися за свою непокору лорду-заступнику, і був ненадовго ув'язнений.
Потім Вентворт виступив безпосередньо проти Лофтуса в прерогативному суді лорда-заступника, Суді замкової палати, ірландському еквіваленті Зоряної палати. Він, очевидно, міркував, що Лофтус, незважаючи на свою юридичну освіту, опиниться в невигідному становищі в Замковій палаті, оскільки Вентворт міг би просто скасувати аргументи Лофтуса, використовуючи королівську прерогативу. Фермеру на ім'я Джон Фіцджеральд вдалося, незважаючи на спробу Лофтуса перехопити його, надіслати петицію Вентворту, стверджуючи, що Лофтус спочатку виніс вирок проти нього, не заслухавши його чи його свідків на свій захист. Потім Лофтус ув'язнив його за нібито приховування врожаю пшениці, його основного активу, щоб уникнути виплати боргу за рішенням суду, незважаючи на те, що Фіцджеральд заявляв, що, будучи розсудливим фермером, він просто зберіг урожай у своїх коморах. Замкова палата, не виносячи попереднього висновку у справі, попросила Лофтуса звільнити Фіцджеральда до подальшого розслідування, але він відмовився це зробити, незважаючи на неодноразові нагадування. Лорд Вентворт вирішив використати справу Фіцджеральда разом із суперечкою щодо шлюбного врегулювання між Лофтусом і Раш, щоб остаточно знищити Лофтуса. У цьому він досяг успіху, але він не зміг перешкодити Лофтусу піти на пенсію і виїхати в Англію, де він старанно працював намагаючись усунути Вентворта з посади.

## Конфлікт щодо шлюбу Лофтуса
У 1621 році старший син лорд-канцлера сер Роберт Лофтус одружився з Елеонорою Руйш, донькою сера Френсіса Руйша. Її сестри — Мері та Енн вийшли заміж відповідно за І графа Маунтрат та сера Джорджа Вентворта, брата лорда-заступника Ірландії. Сер Френсіс помер у 1629 році, залишивши своїх трьох доньок як співспадкоємиць. Сер Роберт Лофтус і його дружина жили в будинку канцлера Ірландії і в основному за його кошти до початку 1637 року, коли зведений брат леді сер Джон Гіффорд, звернувся до короля з проханням розглянути справу. Нібито була обіцянка свекра укласти з нею післяшлюбну угоду. Заплатою за обіцяну компенсацію було те, що вона принесла з собою шлюбну частину в розмірі 1750 фунтів стерлінгів.
Оскільки лорд-канцлер навряд чи міг бути суддею у власній справі, справу було передано лорду-заступнику Ірландії та Таємній Раді Ірландії, які на основі свідчень одного свідка, що засвідчив слова, сказані майже двадцять років тому, вирішили, що Адам Лофтус повинен поступитися на користь сера Роберта Лофтуса та його дітей від Елеонори Руйш своїм будинком у Монастеревіні, графство Кілдер, мебльованим, і виплачувати 1200 фунтів стерлінгів на рік. Обіцянка, якщо і була, була чисто усною, і не ьуло доказів, що є щось, що зобов'язує лорда-канцлера юридично. Він заявив, що вся його земля не коштує більше 800 фунтів стерлінгів на рік, з яких він сплачував невістці приблизно 300 фунтів стерлінгів на рік. І він взагалі відмовився визнавати свого другого сина Едуарда, що зрештою став наступником перства. Лофтус відмовився платити та звернувся до короля. Його майно було конфісковано, і він був ув'язнений у Дублінському замку з лютого 1637 року до травня 1639 року, а потім у власному будинку до серпня, а Велика Печатка Ірландії була передана комісарам.
Вентворт, як часто він робив протягом усієї своєї кар'єри, погіршив ситуацію своєю звичкою знущатися і наказав Лофтусу впасти на коліна в його присутності. Розлючений старий, якому, незважаючи на його недоліки, точно не бракувало мужності, сказав, що краще помре. Він звинуватив лорд-заступника в упередженості під час судового процесу, але вибачився та відкликав звинувачення як такі, що не підтверджені доказами та як неприйнятні, щоб їх легковажно висувати проти віце-короля. Навіть цього було недостатньо для лорда Вентворта, і лорд-канцлеру довелося передати весь свій маєток опікунам, перш ніж йому дозволили поїхати до Англії для розгляду його апеляції. Друзі Вентворта, Крістофер Вандесфорд і сер Філіп Мейнварінг, були двома з цих довірених осіб.
У листопаді 1639 апеляція лорд-канцлера була розглянута королем у Таємній Раді та була відхилена. У грудні 1639 року Велика Печатка Ірландії була передана серу Річарду Болтону. Молода леді Лофтус померла минулого літа, «одна з найблагородніших людей», Вентворт писав, «я коли-небудь мав щастя бути з нею знайомим… З нею пішла велика частина моїх прихильностей до країни, і все це те, що залишилося від них, має бути вдячно та з благочестям віддано її чудовій пам'яті та міцній доброті». У січні 1640 року віконт Вентворт отримав титул пера Англії, як І граф Страффорд.
Коли зібрався Довгий парламент, Адам Лофтус звернувся до нього, і 3 травня 1642 року Палата лордів Англії скасувала всі рішення проти нього. Це питання було знову піднято після Реставрації, під час віце-королівства І графа Ессекса, чий звіт королю дає найкращий загальний опис усієї справи. Результатом стало те, що Палата лордів Англії після кількох днів слухань скасувала указ, виданий у 1637 році, таким чином остаточно й урочисто заявивши, що Карл I, лорд Страффорд та їхні відповідні ради були неправі. Його свавільне ставлення до лорда Лофтуса було частиною восьмої статті імпічменту Страффорда.
Сама Елеонора Лофтус була близькою подругою Страффорда, а також сестрою дружини його брата, але немає жодних доказів того, що вона була його коханкою, і його слова, наведені вище, не підтверджують звинувачення, яке, здається, ґрунтується на деяких неоднозначних словах, що були висловлені в Кларендоні. Річард Беґвелл стверджує: «З іншого боку, може здатися підозрілим, що сер Роберт Лофтус відмовився приєднатися до позову його дружини проти його батька».

## Останні роки
Після свого падіння лорд Лофтус жив у своєму невеликому маєтку в Ковергемі в Йоркширі. Його син Едвард одружився з Джейн Ліндлі, донькою та спадкоємицею Артура Ліндлі з Міддлгема, і, здається, тоді володів замком Міддлгем, Йоркшир. У 1641 році колишній канцлер був одним із кількох ірландських лордів і джентльменів, які проживали в Англії, які звернулися до парламенту з петицією проти розповсюджувачів неправдивих новин з Ірландії. Спалах Ірландського повстання в 1641 році зробив його ірландські маєтки втраченими. Як і багато інших ворогів Страффорда, які сприяли його знищенню, а потім раділи його знищенню, він виявив, що смерть Страффорда прискорила крах стабільності суспільства, в якому він жив. Він помер на початку 1643 року і був похований у Ковергемі в церкві.

## Родина
Адам Лофтус одружився з Сарою Батоу (померла 1650 році), про яку Страффорд відгукувався недоброзичливо. Сара була вдовою Річарда Мередіта, єпископа Лейглінського. Адам ЛОфтус та Сара мали чотирьох синів і двох дочок, у тому числі:
- Роберт Лофтус — одружився з Елеонор Руйш, донькою сера Френсіса Руйша та Мері Гіффард, але помер раніше свого батька, залишивши лише дочку.
- Едвард Ловтус — став спадкоємцем перства як ІІ віконт Лофтус. Він одружився з Джейн Ліндлі — дочкою Артура Ліндлі з Міддлгема, і мав з нею дітей.
- Аліса, вийшла заміж за Чарльза Мура, ІІ віконта Мура Дрогеда, від якого вона мала багато дітей. У червні 1639 року її бачили на колінах перед королем у Бервіку-апон-Твіді і вона «дуже щиро благала, щоб її батько приїхав». Після вимирання чоловічої лінії родини Лофтус титули та маєтки успадкувала родина Мур. Після смерті її чоловіка в бою в 1643 році вона порвала з королем і була ненадовго ув'язнена за змову. Вона померла від гангрени в 1649 році після падіння з коня.

Титул, що зник після смерті його онука, ІІІ віконта Лофтус, у 1725 році (коли сімейний маєток Монастеревін, перейменований на абатство Мур, перейшов до сина його дочки Генрі, IV графа Дрогеда), був повторно створений у 1756 році для Ніколаса Лофтуса, прямого нащадка архієпископа. Згодом цей титул зникав кілька разів, але кожного разу відроджувалося на користь нащадка по жіночій лінії. Пізніше цей титул став належати маркізу Елі в поєднанні з іншими родинними титулами. У 1900 році маркіз Дрогеда володів портретом канцлера та багатьма цікавими документами та реліквіями, пов'язаними з ним.

## Репутація
Біограф Страффорда К. В. Веджвуд малює негативний образ Адама Лофтуса: «розбещений, хитрий, хитрий, підлий і марнославний». Вона визнає, що був талановитим юристом, але стверджує, що він завдячував своїм кар'єрним ростом не стільки власним талантам, скільки потужним сімейним зв'язкам. Елрінгтон Болл у своєму остаточному дослідженні судової системи Ірландії до здобуття незалежності малює картину, яка мало чим відрізняється від попередньої, але є менш суворою.